# 戰鬥旗
戰鬥旗是表示戰鬥裝態的旗幟，原本是軍艦的軍艦旗。
軍艦在使用武力的時候（包括戰鬥訓練），艦尾的軍艦旗會降下，接著將軍艦旗懸掛至桅桿頂端，這個時候便會稱軍艦旗為戰鬥。軍艦沈沒時，在時間許可下降下戰鬥旗是通例。不過，如果艦隻希望避免被虜獲會故意留下。

## 納粹德國
1935-1945間納粹德國的三軍戰鬥旗，融合了納粹黨徽與鐵十字勳章的設計。

納粹戰鬥旗

## 法西斯義大利
義大利王國的墨索里尼內閣時期、與作為納粹德國傀儡政權的義大利社會共和國使用的戰鬥旗。
義大利王國的戰鬥旗也就是義大利皇家軍隊軍旗。義大利社會共和國戰鬥旗的中間處，有隻老鷹抓著法西斯的象徵束棒。

義大利王國戰鬥旗

義大利社會共和國戰鬥旗

## 日本海上自衛隊
海上自衛隊的海上自衛隊旗章規則（昭和30年12月27日海上自衛隊訓令第44號）第15條之2第1項「法第76條第1項的規定受命出動的自衛艦，如要使用武力，自衛艦旗需要懸掛至主桅桿頂端。」該規定相當於戰鬥旗。

海上自衛隊戰鬥旗